# قصة الخالة (رواية)
قصة الخالة (بالإنجليزية: The Aunt's Story)‏ هي رواية للكاتب الأسترالي الحائز على جائزة نوبل باتريك وايت، نشرت عام 1948، لأول مرة عن دار نشر روتليدج آند كيغان بول في المملكة المتحدة وفاينكنغ بريس في الولايات المتحدة.